# What You Hear Is What You Get: The Best of Bad Company
What You Hear Is What You Get: The Best of Bad Company é o primeiro álbum gravado ao vivo pela banda Bad Company, lançado em 1993.

## Faixas
1. "How About That" – 5:31
2. "Holy Water" – 4:27
3. "Rock 'N' Roll Fantasy" – 3:11
4. "If You Needed Somebody" – 5:12
5. "Here Comes Trouble" – 4:00
6. "Ready For Love" – 5:25
7. "Shooting Star" – 6:28
8. "No Smoke Without A Fire" – 5:03
9. "Feel Like Makin' Love" – 5:45
10. "Take This Town" – 5:15
11. "Movin' On" – 3:20
12. "Good Lovin' Gone Bad" – 3:49
13. "Fist Full of Blisters" – 1:00
14. "Can't Get Enough" – 4:37
15. "Bad Company" – 8:15

## Créditos
- Brian Howe - Vocal
- Mick Ralphs - Guitarra, piano
- Dave Colwell - Guitarra rítmica, vocal de apoio
- Rick Wills - Baixo, vocal de apoio
- Simon Kirke - Bateria, vocal de apoio